# Fred Vandervennet
Frederik (Fred) Vandervennet (Tielt , 18 december 1952) is een voormalige Belgische langeafstandsloper, die gespecialiseerd was in de marathon. Hij werd driemaal Belgisch kampioen in deze discipline.

## Loopbaan
In 1982 boekte Vandervennet zijn eerste succes door Belgische kampioen te worden op de marathon. Een jaar later prolongeerde hij deze titel en kwam hij namens België uit op het wereldkampioenschap marathon in Helsinki. Hierbij finishte hij als dertigste in 2:17.11. De wedstrijd werd gewonnen door de Australiër Robert de Castella met een tijd van 2:10.03.
Zijn beste prestaties leverde Vandervennet met het winnen van de marathon van Melbourne (1985) in 2:12.35 en de marathon van Barcelona (1986) in 2:15.45.
Later werd Vandervennet trainer. Zo was hij de trainer van Remco Evenepoel tot deze prof werd.

## Belgische kampioenschappen
| Onderdeel | Jaar             |
| --------- | ---------------- |
| marathon  | 1982, 1983, 1985 |

## Persoonlijk record
| Onderdeel | Prestatie | Datum            | Plaats |
| --------- | --------- | ---------------- | ------ |
| marathon  | 2:12.09   | 12 februari 1984 | Tokio  |

## Palmares

### 20 kilometer
- 1981:  20 km door Brussel - 59.00
- 1982:  20 km door Brussel - 1:00.00

### halve marathon
- 1986: 9e halve marathon van Egmond - 1:09.10

### marathon
- 1982:  BK AC in Brussel - 2:16.44
- 1982:  marathon van Dublin - 2:14.52
- 1982: 23e EK in Athene - 2:27.44
- 1983: 12e Londen Marathon - 2:13.01
- 1983:  BK AC in Gent - 2:14.14
- 1983: 30e WK in Helsinki - 2:17.11
- 1984: 10e marathon van Tokio - 2:12.09
- 1985:  marathon van Melbourne - 2:12.35
- 1985: 5e marathon van Rotterdam - 2:13.05
- 1985:  BK AC in Leuven - 2:15.49
- 1985:  marathon van Melbourne - 2:12.35
- 1986:  marathon van Barcelona - 2:15.45
- 1986:  marathon van Stockholm - 2:13.58
- 1986:  marathon van Lommel - 2:14.23
- 1986: 8e marathon van Beppu - 2:14.46
- 1986: DNF EK in Stuttgart
- 1987:  marathon van Stockholm - 2:15.07